# Alseis pickelii
Alseis pickelii är en måreväxtart som beskrevs av Pilg. och Schmale. Alseis pickelii ingår i släktet Alseis och familjen måreväxter. Inga underarter finns listade i Catalogue of Life.